# Mniobryum sparsifolium
Mniobryum sparsifolium är en bladmossart som beskrevs av Brotherus 1924. Mniobryum sparsifolium ingår i släktet Mniobryum och familjen Bryaceae. Inga underarter finns listade i Catalogue of Life.